# Triebenbach (Aurach)
Der Triebenbach ist ein 31⁄2 km langer Bach, der in Wollersdorf im Landkreis Ansbach von links in die Aurach mündet. Der Triebenbach ist insgesamt in seinem Lauf begradigt.

## Verlauf
Die Quelle des Triebenbachs liegt in der Gemarkung Weißenbronn unmittelbar südlich des Waldgebietes Betzenlohe an der Kreisstraße AN 17. Er fließt in südöstlicher Richtung entlang dieser Kreisstraße bis kurz vor Triebendorf. Hier nimmt er von rechts den Steinbach auf. Dieser entspringt etwa 900 Meter westlich beim Aurachgründel-Süd, einem Parkplatz der A 6. Der Triebenbach fließt in der gleichen Richtung entlang des südlichen Ortsrandes von Triebendorf weiter und nimmt nach etwa 600 Metern einen namenlosen 400 Meter langen rechten Zufluss auf, der, kurz bevor er in den Triebenbach mündet, einen Weiher speist. Danach fließt er etwa einen Kilometer südostsüdlich in einem breiten Tal mit etwa 30 Metern Höhenunterschied, das beiderseits bewaldet ist, und erreicht schließlich Wollersdorf, das er in südlich Richtung durchfließt, verdohlt die AN 17 passiert und von links in die Aurach mündet.

### BayernAtlas („BA“)
Amtliche Online-Gewässerkarte mit passendem Ausschnitt und den hier benutzten Layern: Lauf und Einzugsgebiet des Triebenbachs

Allgemeiner Einstieg ohne Voreinstellungen und Layer: BayernAtlas der Bayerischen Staatsregierung (Hinweise)
1. 1 2  Höhe abgefragt auf dem Hintergrundlayer Amtliche Karte (Rechtsklick).
2. ↑  Länge abgemessen auf dem Hintergrundlayer Amtliche Karte.
3. ↑  Einzugsgebiet abgemessen auf dem Hintergrundlayer Amtliche Karte.
4. ↑  Begradigung nach dem Hintergrundlayer Historische Karte, auf der der Bach anders als heute deutliche Mäander zeigt.